# William de Ockham
William de Ockham, în latină Gulielmus Occamus, (n.  ?, Ockham⁠(d), Guildford⁠(d), Anglia, Regatul Unit – d. 9 aprilie 1349, München, Ducatul de Bavaria) a fost un filosof, moralist și scriitor politic englez de formație franciscană, considerat printre cei mai influenți gânditori din secolul al XIV-lea. El a promovat prin teoriile sale o concepție nominalistă, care respingea ideea existenței universaliilor (esențelor supraindividuale). Argumentarea sa era bazată pe concepția conform căreia universaliile sunt produsele gândirii umane abstracte și deci nu au o existență extra-mentală, realizând astfel o imagine a unei lumi a ființelor contingente.
Este autorul briciului lui Ockam, astfel fiind unul dintre marii filozofi ai științei. Briciul lui Ockham, numit și Lama lui Occam sau principiul parcimoniei, este folosit pentru a justifica anumite afirmații științifice. Lui William de Ockham i se atribuie principiul conform căruia cea mai simplă explicație pentru un fenomen este de preferat. Acest principiu își găsește formularea deseori în felul următor: "entitățile nu trebuie să fie multiplicate dincolo de necesar".
Ockham este uneori considerat ca fiind un reprezentant al conceptualismului și nu al nominalismului, pentru că în timp ce nominaliștii susțineau că universaliile sunt doar niște cuvinte, nume pentru realitățile existente, conceptualiștii susțineau că sunt reprezentări mentale, care au o existanță individuală, fie și numai în mintea umană. 
O contribuție foarte importantă a fost adusă de William Ockham în domeniul logicii. Finalitatea acesteia este de a organiza și clarifica reprezentările mentale. De acum celebrul brici al lui Ockham va însemna simplificarea explicației în cât mai puține cauze și variabile.
Etica ockhamiană cuprinde mai multe teme. Pe de o parte, aceasta este o etică bazată pe principiul voinței. Astfel, importanța covârșitoare cade asupra intenționalității imanente a acțiunilor și nu asupra comportamentului exterior. Pe de altă parte, virtutea morală este una care nu are menirea de a duce implicit la salvarea sufletului, ci are nevoie și de prezența unui har divin (starea de grație), fără care mântuirea ar rămâne doar iluzorie.

## Viața
William Ockham, călugăr franciscan, a fost considerat de-a lungul vremii drept reprezentantul cel mai calificat al nominalismului. S-a născut în jurul anului 1288, în localitatea Ockham din Surrey, Anglia. Nu se știe mai nimic despre familia și starea sa socială. Înainte de a împlini paisprezece ani a intrat în ordinul franciscanilor iar anul 1305/6 îl găsește la o mănăstire din Londra, unde beneficiază de o educație sistematică, influențată de ideile și textele care circulau între Oxford și Paris. În 1310 începe să studieze teologia iar apoi pleacă la Oxford pentru câțiva ani (1317-1321), principalele lui preocupări îndreptându-se spre textele lui Henri din Gand, Giles din Roma și Duns Scotus.
În 1321 este numit lector în filosofie la o școală franciscană, probabil chiar la Londra, până în 1324, aceasta fiind perioada cea mai fertilă a activității sale. Tot acum începe să suporte atacuri din partea unor maeștri ai vremii (Walter Chatton, John of Reading), acesta din urmă acuzându-l chiar la curtea papală pentru învățături false și eretice.
În 1324 pleacă la Avignon, centrul vieții eclesiale din Franța, pentru alți patru ani, în care a avut acces la disputele și predicile curente, în timpul liber trebuind să răspundă inchizitorilor trimiși să chestioneze ortodoxia textelor sale (mai ales Comentariul la sentințe). Lucru dificil, având în vedere că doctorii francezi erau dominicani tomiști.
În ultimii ani ai vieții (1329-1347) Ockham se află la München, atras, ca și alți scolastici, de curtea imperială și de faptul că locul adăpostea mai mulți dizidenți. În rest, orașul nu era un centru important de învățătură, ceea ce i-a permis lui Ockham să redacteze, în liniște, textele sale politice și antipapale, axate pe ideea că instituția catolică este atrasă în erezie prin practica îmbogățirii.
Scrierile sale politice au jucat un rol important în discuțiile despre relația dintre Biserică și stat. Cele mai influente în epocă au fost însă gândirea sa filosofică și teologică. Tradițional, i se atribuie inițierea curentului nominalist oxfordian, deși în ultimii ani această teză este infirmată, considerându-se că nominalismul nu a fost niciodată un curent atât de dominant în Oxford: în paralel, erau extrem de active un curent augustinian și unul realist, cu care reprezentanții nominalismului au avut multe dispute. Ockhamismul s-a infiltrat însă mult mai sistematic la Paris, unde chiar reprezentanții augustinianismului îi adoptau filosofia naturală.
În secolul al XV-lea are loc o renaștere a școlilor scolastice de gândire, odată cu divizarea facultăților după două curente majore: via antiqua (pregătire filosofică bazată pe comentariile aristotelice ale lui Albert cel Mare și Toma din Aquino), respectiv via moderna (pregătire bazată pe comentariile lui Ockham, Buridan, Marsilius din Inghen). Ockham a fost astfel asimilat de către cei care își asumau „calea modernă” în învățământ, devenind o autoritate incontestabilă pentru nominaliștii din Paris și pentru mai toate universitățile din Germania.

## Lucrări principale

Quaestiones in quattuor libros sententiarum

Lucrările lui Ockham se clasifică de obicei în două mari grupuri: scrieri academice (filosofice și teologice), respectiv scrieri politice. Din prima categorie fac parte lucrările de logică: 
- Summa Logicae („Compendiu de logică”, 1323);
- Expositio in libros artis logicae, prooemium et expositio in librum Porphyrii de Praedicabilibus („Expunere a cărților despre arta logicii, Prolog și expunere a Isagogei lui Porfir”);
- Expositio in librum Praedicamentorum Aristotelis („Expunere a Categoriilor lui Aristotel”);
- Expositio in librum Perihermeneias Aristotelis („Expunere a cărții Despre Interpretare a lui Aristotel”);
- Tractatus de praedestinatione et de praescientia dei respectu futurorum contingentium („Tratat despre predestinare și despre preștiința lui Dumnezeu cu privire la viitorii contingenți”) ;
- Expositio super libros Elenchorum („Expunere a Respingerilor Sofistice”);
- Expositio in libros Physicorum Aristotelis („Expunere a Fizicii lui Aristotel”, 1322-24);
- Brevis summa libri Physicorum („Scurt compendiu al Fizicii”, 1322-23);
- Summula philosophiae naturalis („Mic compendiu asupra filosofiei naturale”, 1319-21);
- Quaestiones in libros Physicorum Aristotelis („Probleme asupra cărților despre fizică ale lui Aristotel”, 1324).

Tot în categoria scrierilor academice se înscriu tratatele teologice: 
- In libros Sententiarum („Comentariu asupra Sentințelor” lui Petrus Lombardus, text ce reprezintă parcurgerea, de către Ockham, a unei serii obligatorii de lecturi asupra cărții lui Lombardus, necesare pentru obținerea diplomei în teologie);
- De necessitate caritatis („Despre nevoia de caritate”);
- Utrum anima sit subiectum scientiae („Dacă sufletul este subiect al Științei”);
- De aeternitate mundi („Despre eternitatea lumii”);
- De causalitate finis sau De fine („Despre cauzalitatea finală”);
- De intellectu agente („Despre intelectul agent”);
- Quodlibeta septem („Șapte chestiuni”);
- Tractatus de quantitate („Tratat despre cantitate”, 1323/4);
- De corpore Christi („Despre trupul lui Hristos”, 1323/4).

Scrierile politice (unele cu caracter antipapal) includ:
- Octo quaestiones de potestate papae („Opt întrebări despre autoritatea papală”, 1340-41);
- An princeps pro suo succursu, scilicet guerrae, possit recipere bona ecclesiarum, etiam invito papa („Dacă poate guvernatorul să se folosească de bunurile Bisericii pentru război, chiar dacă Papa se opune”, 1338);
- Tractatus contra Ioannem („Tratat împotriva [Papei] Ioan [al XXII-lea]”, 1335);
- Tractatus contra Beneditum („Tratat împotriva [papei] Benedict [XII]”, 1337);
- De imperatorum et pontificum potestate („Despre puterea împăraților și pontifilor”, 1346);
- Dialogus („Dialogul”, 1338-46),
- Breviloquium de principatu tyrannico („Scurt tratat asupra puterii tiranice”, după 1334).

#### Ediții în limba română
- Ockham, William, Despre universalii, ediție bilingvă, traducere din limba latină de Alexander Baumgarten, comentarii, note și studiu de Simona Vucu, Editura Polirom, Iași, 2004.

## Principiul economiei gândirii și universaliile
Am putea înțelege atât teoria lui Ockham despre universalii cât și doctrina sa în general pornind de la două principii-pilot. Primul este unul teologic și reprezintă un efect al doctrinei creației.
Una din consecințele principale ale Condamnării din 1277 a fost renunțarea la problema intermedierii. Cerul inteligibil nu mai este înțeles ca o succesiune de cauze intermediare și astfel se instaurează, odată cu nominalismul, o distanță între Dumnezeu și natură, un „gol” care nu mai poate fi recuperat nici prin apelul la universalii, nici la sferele lui Aristotel. Dumnezeu este omnipotent în mod necondiționat și nemijlocit astfel încât poate interveni în orice moment și loc. În acest sens, Condamnarea episcopului Tempier face posibilă o nouă emfază asupra puterii absolute a lui Dumnezeu.
Cel de-al doilea este principiul „Briciului” lui Ockham” , conform căruia nu trebuie să multiplicăm entitățile mai mult decât este necesar. Acesta este în primul rând un principiu de economie a gândirii și el conduce direct la nominalismul ockhamian, conform căruia se poate respinge orice principiu realist în explicarea lucrurilor, singurele realități acceptate fiind substanțele individuale și calitățile individuale. Nu există în realitate nimic „comun” indivizilor. De altfel, Ockham nu respinge numai realitatea universaliilor cum ar fi genurile sau speciile ci, împreună cu ele, toate „realitățile” care fuseseră desemnate prin categoriile aristotelice (cum spuneam, în afară de substanța primă și calitate).
La acestea două, la substanță și calitate, se pot reduce toate celelalte. Nu există nici genuri sau specii, nici „naturi comune” ca la Duns Scottus, ci numai și numai unitatea numerică a individului, distincția reală fiind cea între două lucruri (res) care pot exista separat (și aceasta numai prin puterea lui Dumnezeu). Cu aceasta, prin intermediul unui principiu cum este cel al „briciului”, se ajunge direct la ceea ce dorise, de altfel, și Toma din Aquino atunci când intrase în dispută cu averroiștii. Deosebirea este că Toma încercase să ajungă la această concluzie din interiorul peripatetismului (adică păstrând teoriile despre cauzele intermediare), în timp ce Ockham ajunge direct, eliminând obstacolele (de bună seamă, Condamnarea din 1277 fusese un precedent favorabil în acest sens).
În conformitate cu aceste principii, lumea este alcătuită dintr-un număr de indivizi izolați care nu au nimic în comun (și Ockham afirmă aceasta cu convingerea că respectă cuvântul lui Aristotel). Din moment ce realiștii eșuaseră în identificarea unui concept substanțial comun despre Dumnezeu și despre indivizi, deoarece universaliile totuși nu se aplică indivizilor (cum fusese cazul la Toma în De ente et essentia, de exemplu, cu conceptul de esență), înseamnă că nu trebuie să evităm situația, mult mai la îndemână, conform căreia chiar nu avem un concept comun pentru Dumnezeu și indivizi, dar nici pentru toți indivizii la un loc. Pentru Ockham este mult mai verosimil un concept care, din aceleași motive de ireductibilitate, nu se aplică decât fiecărui individ în parte. Fiecare individ sau natură este un ce, este deja individuat, deci nu se justifică să-i căutăm un principiu de individuare. Ar fi un efort inutil.
Ceea ce trebuie să explicăm nu este individul, ci conceptul universal. Este o inversiune totală: realiștii porneau de la universal și considerau necesară explicarea unui „mirabil” care era individualul; odată cu Ockham pornim de la individual iar ceea ce rămâne de explicat (ca „mirabil”) este tocmai universalul. Cum s-ar putea explica așa ceva, din moment ce singura realitate este cea a individualului?
Ockham consideră că, dacă au vreo realitate, termenii universali sunt în orice caz cuvinte sau nume. Aici trebuie căutată soluția și pentru aceasta trebuie să știm în ce constă limbajul. În Summa Logicae, partea I , Ockham își exprimă poziția sa definitivă față de universalii după ce elaborează în prealabil teoria sa despre termenii orali, scriși și mentali, conform căreia universaliile nu ar fi decât niște nume vorbite sau scrise care stau pentru termeni mentali.